# 建設経済研究所
建設経済研究所 (けんせつけいざいけんきゅうじょ) とは、東京都港区にある、公共投資や社会資本の整備、都市政策に関する研究を行う一般財団法人である。